# Гетьман Юрій Олексійович
Юрій Олексійович Гетьман (нар. 27 січня 1971, с. Степне, Новопсковський район, Луганська область, УРСР) — радянський та український футболіст, нападник та півзахисник.

## Кар'єра гравця

### Радянський період
Народився в селі Степне Новопсковського району Луганської області. Вихованець луганської школи-спортінтернату, перший тренер — В.Р. Шиханович. Футбольну кар'єру розпочав у 1989 році в складі ворошиловградської «Зорі». У складі «Зорі» зіграв у 2-х матчах чемпіонату СРСР та провів 1 поєдинок у кубку СРСР. Для отримання стабільної ігрової практики по ходу сезону перейшов до сєвєродонецького «Хіміка», який виступав у турнірах КФК. У «Хіміку» виступав до завершення сезону 1990 року. Наступного року проходив військову службу в київському СКА, за який зіграв 1 матч у Другій нижчій лізі СРСР.

### «Канатник»
У 1992 році виступав у Другій підгрупі Перехідної ліги за харцизький «Канатник». Дебютував у футболці харцизького клубу 4 квітня 1992 року в переможному (1:0) виїзному поєдинку 1-о туру Перехідної ліги проти феодосійського «Моря». Юрій вийшов на поле в стартовому складі та відіграв увесь матч. Дебютним голом у футболці «Канатника» відзначився 11 квітня 1992 року на 47-й хвилині переможного (2:1) домашнього поєдинку 2-о туру Перехідної ліги проти кіровського «Антрацита». Гетьман вийшов на поле в стартовому складі та відіграв увесь матч. У складі харцизького колективу в Перехідній лізі зіграв 16 матчів та відзначився 4-а голами.

### «Металург» (Констянтинівка), «Нива-Борисфен» та «Нива» (Миронівка)
Сезон 1992/93 років розпочав у футболці констянтинівського «Металурга». Дебютував за колектив з Костянтинівки 1 серпня 1992 року в переможному (2:3) виїзному поєдинку 1/64 фіналу кубку України проти макіївського «Бажановця». Юрій вийшов на поле на 65-й хвилині, замінивши Сергія Літвінова, а на 73-й хвилині відзначився голом (цей м'яч став для гравця єдиним у футболці «Металурга»). У Другій лізі дебютував за «металургів» 17 серпня 1992 року в нічийному (1:1) домашньому поєдинку 1-о туру проти стахановського «Вагонобудівника». Гетьман вийшов на поле в стартовому складі, а на 63-й хвилині його замінив Олександр Столяров. Решту частину сезону 1992/93 років провів у третьоліговому клубі «Нива-Борисфен», у футболці якого провів 24 матчі та відзначився 9-а голами. Наступний сезон також відіграв у третій лізі, але вже в оновленій миронівській «Ниві» (33 матчі та 4 голи в Третій лізі, 2 матчі та 1 гол — у кубку України).

### «Динамо» (Луганськ)
Напередодні старту сезону 1994/95 років підсилив луганське «Динамо», яке того сезону виступало в Другій лізі чемпіонату України. Дебютував у футболці «динамівців» 5 серпня 1994 року в переможному (3:1) домашньому поєдинку 1-о туру Другої ліги проти севастопольської «Чайки». Юрій вийшов на поле в стартовому складі та відіграв увесь матч, а на 38-й хвилині відзначився дебютним голом за нову команду. У складі луганців у Другій лізі зіграв 39 матчів та відзначився 14-а голами, ще 2 матчі (1 гол) провів у кубку України.

### «Металург» (Маріуполь)
Сезон 1995/96 років розпочав у складі маріупольського «Металурга». На той час «металурги» виступали в Другій лізі чемпіонату України. Дебютував за маріупольців 6 серпня 1995 року в переможному (4:0) домашньому поєдинку 1-о туру групи Б Другої ліги проти дніпродзержинського «Прометея». Гетьман вийшов на поле в стартовому складі та відіграв увесь матч, а на 85-й хвилині відзначився дебютним голом за нову команду. За підсумками сезону «Азовець» став переможцем Групи Б Другої ліги та здобув путівку до Першої ліги. Наступний сезон виявився для Юрія також вдалим. Він став другим найкращим бомбардиром (21 гол) Першої ліги чемпіонату України 1996/97, поступившись лише Олексію Антюхіну, а маріупольський колектив став бронзовим призером та здобув путівку до Вищої ліги. У Вищій лізі дебютував за «Металург» 9 липня 1997 року в програному (0:5) домашньому поєдинку 1-о туру проти донецького «Шахтаря». Гетьман вийшов на поле в стартовому складі та відіграв увесь матч. Єдиним голом у вищому дивізіоні відзначився 26 липня 1997 року на 31-й хвилині переможного (4:2) домашнього поєдинку 4-о туру проти запорізького «Металурга». Юрій вийшов на поле в стартовому складі, а на 70-й хвилині його замінив Андрій Андросов. Протягом липня 1997 року зіграв 4 матчі у Вищій лізі, в якому відзначився 1 голом, а вже з серпня того ж року на поле в офіційних матчах не виходив. Загалом у футболці маріупольців у чемпіонатах України зіграв 79 матчів та відзначився 37-а голами, ще 3 матчі (3 голи) провів у кубку України. Під час зимової перерви сезону 1997/98 років залишив «Металург».

### Вояж до Казахстану та виступи на аматорському рівні в Україні
У 1999 році виїхав до Казахстану, де підписав контракт з вищоліговим «Синтезом» (Шимкент). Дебютним голом у футболці клубу з Шимкента відзначився 29 квітня 1999 року на 73-й хвилині переможного (3:1) домашнього поєдинку 1-о туру Вищої ліги проти костанайського «Тоболу». Гетьман вийшов на поле в стартовому складі та відіграв увесь матч. У складі «Синтезу» у Вищій лізі зіграв 19 матчів та відзначився 3-а голами, ще 2 поєдинки провів у кубку Казахстану. З 2000 по 2001 рік виступав в обласних чемпіонатах та аматорському чемпіонаті України за луганські клуби «Еллада-Енергія» та «Шахтар» (Луганськ), «Європа» (Прилуки), «Україна» (с. Червона Слобідка).

### Повернення до Костаная та завершення кар'єри
У 2002 році повертається до костанайського «Синтезу», який тепер виступає під назвою «Достик». Дебютував за костанайський клуб 3 липня 2002 року в програному (1:3) домашньому поєдинку 7-о туру Першої ліги проти «Каспія» з Актау. Юрій вийшов на поле в стартовому складі та відіграв увесь матч, а на 76-й хвилині відзначився дебютним голом за казахський клуб. У Першій лізі Казахстану зіграв 15 матчів та відзначився 3-а голами. Того ж року повернувся до України, де в складі варвинського «Факела» виступав в аматорському чемпіонаті України (3 матчі). Наступного року перейшов до іншого учасника аматорського чемпіонату України, ФК «Черкас». У цьому турнірі Гетьман зіграв 8 матчів та відзначився 1 голом. Наступного року «городяни» стартували в Другій лізі чемпіонату України, того сезону Юрій зіграв 8 матчів та відзначився 1 голом в аматорському чемпіонаті. Дебютував за черкащан на професіональному рівні 2 серпня 2003 року в переможному (3:2) домашньому поєдинку 2-о туру групи Б проти мелітопольського «Олкома». Гетьман вийшов на поле на 57-й хвилині, замінивши Олега Грицая. У складі «Черкас» у Другій лізі зіграв 7 матчів, ще 1 поєдинок провів у кубку України. Футбольну кар'єру завершив 2006 року в аматорському колективі «Ілліч-Осипенко».

## Кар'єра тренера
По завершенні кар'єри футболіста розпочав тренерську діяльність. З 2009 по 2010 рік працював головним тренером маріупольського «Портовика».

## Особисте життя
Має молодшого брата, Олексія (1975 р.н.), який також став професіональним футболістом. Олексій відомий своїми виступами за маріупольський «Металург», сочинську «Жемчужину» та ростовський «Ростсельмаш».

## Досягнення
- Перша ліга чемпіонату України
  -  Бронзовий призер (1): 1996/97

- Друга ліга чемпіонату України (група Б)
  -  Чемпіон (1): 1995/96

- Аматорський чемпіонат України
  -  Чемпіон (1): 2001